# Liste de locutions désignant la France

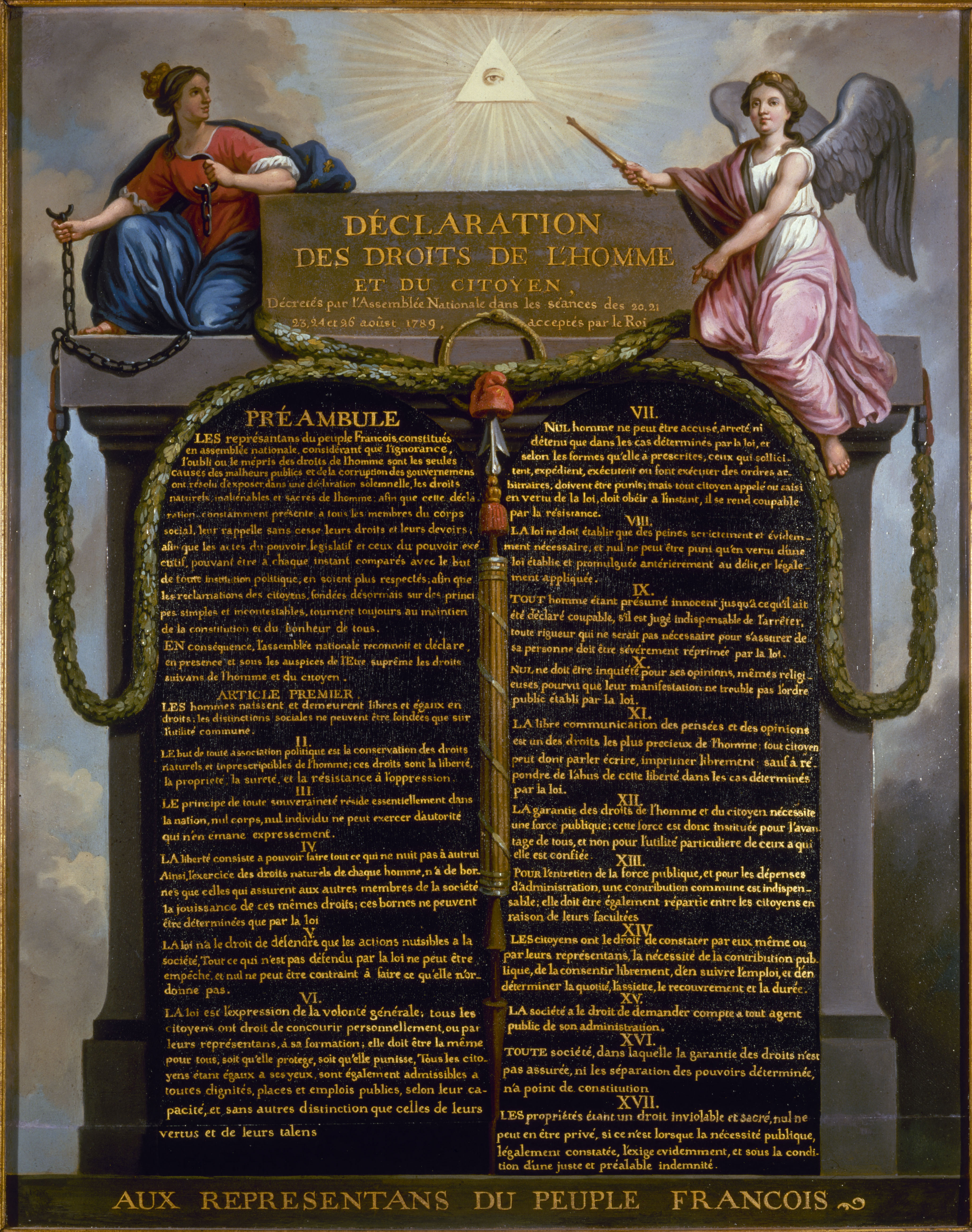
Représentation de la Déclaration des droits de l’homme et du citoyen de 1789.

Cet article dresse une liste non exhaustive de locutions utilisées pour désigner la France.

## Locutions usuelles
- La Patrie des droits de l'homme.
- La Fille aînée de l’Église. En 753, le pape Étienne II requit l'aide militaire de Pépin le Bref contre les Lombards. En échange, Étienne II lui offrit les reliques de sainte Pétronille, dont les ossements furent déposés à Saint-Pierre de Rome dans une chapelle spéciale réservée à jamais aux rois des Francs, dont le royaume pourrait de plus jouir pour toujours du titre de Fille aînée de l’Église[1].
- La Grande Nation, locution apparue à la Révolution française puis sous Napoléon Ier, et encore très utilisée aujourd’hui par dérision en Allemagne[2].
- Le Pays des Lumières, en référence au siècle des Lumières.
- Le Pays de Molière[3], par contamination de la locution langue de Molière (d’après Molière) pour désigner le français.
- Le Pays du fromage, dû à la grande variété de fromages français, ou Pays des 365 fromages, après la citation restée célèbre tantôt attribuée au général de Gaulle, tantôt à Churchill, bien qu'il y ait, en fait, plus de 1 600 variétés.
- La locution adverbiale Outre-Quiévrain fait référence à une commune belge située près de la frontière franco-belge : Quiévrain (dans la province de Hainaut). En Belgique, cette locution ne signifie pas la France, mais en France[4]. En France, cette locution ne signifie pas la Belgique mais en Belgique. La locution outre-Quiévrechain (commune française dans le Nord) est aussi parfois, mais plus rarement, utilisée.
- La locution adverbiale Outre-Couesnon[5] fait référence historiquement à la France du point de vue breton quand la Bretagne était indépendante (en 1009, le Couesnon devient la frontière entre la Bretagne et la France).
- La France de l'intérieur fait référence à la France du point de vue de l'Alsace-Moselle. Autrefois servant à désigner la France sans ce territoire annexé et désormais souvent utilisée pour comparer le régime local du régime général[6].

### Fille aînée de l'Église
La France est dite fille aînée de l'Église car les rois de France sont les descendants de Clovis Ier (466 – 511), premier roi barbare baptisé catholique. À ce titre, ils furent nommés « Fils aînés de l'Église »,,.
En réalité, la notion de filiation spirituelle des rois Francs apparaît plus tardivement, à peu près à l'époque de Pépin le Bref (715 – 768),, et se manifeste surtout à la Renaissance :
- le pape Alexandre VI appelle Charles VIII son fils aîné ;
- les rois de France Louis XII et François Ier se diront premiers fils de l'Église ;
- la reine Catherine de Médicis assure en 1562 à l'ambassadeur d'Angleterre que « le royaume de France était l'aîné de la sainte Église » ;
- la ligue en lutte contre Henri III déclara la France fille aînée de l'Église.

### Hexagone

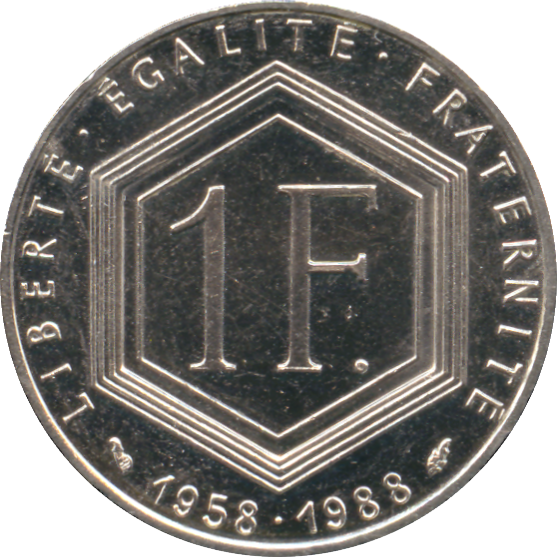
Pièce d’un franc de Gaulle (1988), représentant la France sous forme d’hexagone.

La forme géographique de la France métropolitaine (hors Corse) ressemble à un hexagone, ou peut s'inscrire dans un hexagone : trois côtés terrestres et trois côtés maritimes. C'est la raison pour laquelle l’expression Hexagone est fréquemment utilisée pour désigner le territoire français ou, par extension, le pays proprement dit.

### Patrie des droits de l'homme
Patrie des droits de l’homme est l’une des appellations utilisées pour désigner la France, en raison de la Déclaration des droits de l'homme et du citoyen de 1789 qui y fut rédigée par des élus de la Révolution naissante.
Cette expression est utilisée dans de très nombreux médias français[réf. nécessaire]. Dans les autres pays, la France est plus rarement considérée comme le pays des droits de l’homme, en particulier en raison de l’antériorité du Royaume-Uni et des États-Unis dans l’attribution de droits fondamentaux à leurs propres citoyens. Il est notable toutefois que la Déclaration des droits de l'homme et du citoyen de 1789 accorde, quant à elle, des droits fondamentaux à tout homme, français, étranger ou ennemi.
Exemples d’utilisations
- Titres de livres :
  - L’immigration au pays des droits de l’Homme : politique et droit, Alain Bockel, Paris : Publisud, 1991. (OCLC 25411644).
  - Le pouvoir préfectoral lavaliste à Bordeaux : stratégie de la déportation au pays des Droits de l’Homme, Michel Slitinsky, Bordeaux : Wallada, 1988. (OCLC 21293223).

- Paroles de chansons :
  - Le prix de la Vérité de Kery James : « Au pays des droits de l'homme, mais de quel homme ? »
  - Née Elle de Sinsemilia : « Même au pays des droits de l’homme ceux d’la femme restent bafoués »
  - Je réalise de Sinik et James Blunt : « Que dans le pays des droits de l’Homme des familles vivent à l’hôtel. »